# 242
El año 242 (CCXLII) fue un año común comenzado en sábado del calendario juliano, en vigor en aquella fecha.
En el Imperio romano el año fue nombrado como el del consulado de Grato y Lépido o, menos comúnmente, como el 995 Ab urbe condita, siendo su denominación como 242 posterior, de la Edad Media, al establecerse el Anno Domini.

## Acontecimientos

### Por lugar

#### Imperio romano
- Gordiano III evacua las ciudades cimerias en el Bósforo, territorio controlado por los ostrogodos.
- El futuro emperador romano Aureliano derrota a los sármatas en Sármatas encabezando una tropa auxiliar de 300 hombres. Su victoria le granjeo la promoción como Tribuno.
- Gordiano III inicia una campaña contra el rey Shapur I, el filósofo griego Plotino se une a él, para así obtener de primera fuente el conocimiento de las filosofías Persa e India.

#### Persia
- Sapor I realiza un ataque contra Antioquía para expulsar a los romanos. El suegro de Gordiano III, Timesteo, lidera un ejército romano para derrotar a los persas en Carras y Nisibis.

### Por tópico

#### Religión
- El patriarca Tito sucede a Eugenio I como patriarca de Constantinopla.

## Nacimientos
- Salonino, militar romano, nieto del emperador Valeriano.
- Sun Hao, último emperador del reino chino de Wu (d. 284).
- Saloninus, emperador romano (d. 260).
- Cao Mao, cuarto emperador del reino chino de Wei (d. 260).

## Fallecimientos
- Man Chong, consejero del reino de Wei.
- Sun Shao, general del reino de Wu (b. 188).